# Поповский, Марк Александрович
Ма́рк Алекса́ндрович Попо́вский (8 июля 1922, Одесса — 7 апреля 2004, США) — русский писатель, журналист, правозащитник, диссидент.

## Биография
Родился в еврейской семье, которая, по его словам, «кинулась в революцию». Отец — студент Одесского института народного хозяйства (Инархоз), в будущем известный писатель, драматург и популяризатор науки Александр Данилович Поповский (1897—1982), автор биографических книг об учёных. Мать — научный работник, кандидат биологических наук, член ВКП(б) с 1937 года. Родители впоследствии расстались и мать до конца жизни жила в Одессе. Сын — петербургский драматург Константин Поповский.
Учился в Военно-медицинской академии. На фронте был медиком. В интервью радио «Свобода» Марк Поповский сказал:

Я прошёл всю войну, перенес блокаду ленинградскую, бедствовал 6 лет после войны — просто голодал. Когда я стал журналистом, писателем и членом Союза писателей, я постоянно испытывал давление и удары этой системы.

В 1952 г. окончил филологический факультет МГУ. Жил в Москве.
В СССР (до эмиграции) вышли 18 книг Марка Поповского, посвященных, главным образом, деятелям науки.
Автор художественных биографий учёных Вавилова, Хавкина и других; исторических романов, очерков.
Член Союза писателей (1961—1977), Союза журналистов (1957—1977) СССР.
При написании книги «Жизнь и житие Войно-Ясенецкого, архиепископа и хирурга» многократно советовался со священником Александром Менем. Позже и сам крестился.
В 1970-е гг. был диссидентом, собрал библиотеку Самиздата, подписывал письма-протесты. В 1977 г. снабжал западные газеты и радиостанции информацией о жизни в СССР, именуя себя «Прессой Марка Поповского», был взят в оперативную разработку КГБ.
Эмигрировал в 1977 г., позднее обосновавшись в США. Жил в Нью-Йорке, в Манхеттене, в районе Вашингтон Хайтс.
Сотрудничал с радиостанцией «Свобода», газетами «Новое русское слово», «Панорама», литературными журналами. Один из основателей Клуба русских писателей Нью-Йорка. Вице-президент организации «Писатели в изгнании» американского отделения ПЕН-клуба.

## Критика
Кандидат биологических наук Е. С. Левина (Институт истории естествознания и техники РАН, Москва) в своей рецензии на книгу Поповского «Дело академика Вавилова» писала: «Встречая в книге Поповского ссылки на известные мне документы, не могу не удивиться вольности их прочтения». Критик указывала также на множество неточностей и ошибок, натяжки, склонность полагаться на ненадежные устные свидетельства, наличие в этой работе литературных домыслов и неоправданных выводов.

## Книги
- Поповский М. А. Когда врач мечтает… / Иллюстрации А. М. Орлова; Обложка И. И. Старосельского. — М.: Трудрезервиздат, 1957. — 192 с. — 90 000 экз. (в пер.)
- Белое пятно. М., Знание, 1960
- «Путь к сердцу», М, Воениздат, 1960
- «Второе сотворение мира», М, Молодая гвардия, 1960, — 224 с., 30 000 экз.
- Живое зерно. М., Госполитиздат, 1961
- «Разорванная паутина», М., Советская Россия, 1963
- Люди и хлеб. М., 1962
- Целительная сталь. М., 1962
- «По следам отступающих», М., Молодая гвардия, 1963
- «Судьба доктора Хавкина», М., Издательство восточной литературы, 1963
- «Кормильцы планеты», М., Знание,1964 — 100 с., 15 000 экз.
- «Пять дней одной жизни», М., Детская литература, 1965
- «Дороже золота», М., Детская литература, 1966 — 176 с., 50 000 экз.
- «Надо спешить», М., Детская литература, 1968
- «Тот, кто спорил. Повесть о Леониде Исаеве».1969
- «Над картой человеческих страданий», М., Детская литература,1971
- «Люди среди людей», М., Детская литература, 1972
- «Панацея — дочь Эскулапа», М., Детская литература, 1973 — 272 с., 75 000 экз.
- Побежденное время. М., Политиздат, 1975
- «Июньские новости», (1978)
- «Управляемая наука», (1978)
- «Жизнь и житие Войно-Ясенецкого, архиепископа и хирурга», Paris, YMCA-press, 1979
- «Дело академика Вавилова», (1983)
- «Русские мужики рассказывают», London, 1983
- «Третий лишний. Он, она и советский режим», (1985)
- Дело академика Вавилова. М., Книга, 1991
- «На другой стороне планеты», три тома (1993—1997)
- «Мы — там и здесь», (2000)
- «Семидесятые (записки максималиста)», → (2010)[10]

## Архивное наследие
Часть документов Поповского, связанных с Самиздатом, хранится в архивном фонде "Христианской России" в итальянском городе Сериате.